# Charles L. Bennett

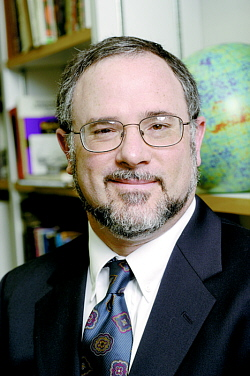

Charles L. Bennett (ur. 1956) – amerykański fizyk i astrofizyk. 

## Życiorys
W 1978 roku uzyskał bakalaureat z fizyki i astronomii na University of Maryland, College Park. W 1984 uzyskał stopień doktora fizyki na Massachusetts Institute of Technology. Od 2005 roku jest profesorem fizyki i astronomii na Johns Hopkins University. 
Był członkiem zespołu badawczego prowadzącego misję COBE (Cosmic Background Explorer). Kierował też (jako Principal Investigator) badaniami prowadzonymi podczas projektu WMAP (Wilkinson Microwave Anisotropy Probe).

## Wyróżnienia i nagrody
- 2005: Medal Henry’ego Drapera,
- 2010: Nagroda Shawa,
- 2017: Isaac Newton Medal.